# Kylla
Kylla är en ort i Västerås kommun i Västmanlands län, belägen cirka nio kilometer nordväst om Västerås.
I Kylla finns Furby kyrkoruin.
Kylla klassades av Statistiska centralbyrån fram till och med 2005 som en småort, men miste den statusen 2010 när folkmängden hade sjunkit under 50 personer, för att återfå den 2015.